# District de Thống Nhất
Thống Nhất est un district rural de la province de Đồng Nai dans la région du Sud-Est du Viêt Nam. 

## Présentation
Le district a une superficie de 247 km². La capitale du district se trouve à Dầu Giây .  
Thong Nhat est divisé en un canton, Dau Giay, et neuf communes: Bau Ham 2 , Gia Kiem , Gia Tan 1 , Gia Tan 2 , Gia Tan 3 , Hung Loc , Lo 25 , Quang Trung et Xuan Thien .
Le district est traversé par la Route nationale 20 .